# Лыжи
Лы́жи — приспособление в виде длинных полозьев для перемещения по снегу.
В зависимости от назначения существуют различные виды лыж, которые отличаются формой, размерами, способом крепления, материалами из которых они изготавливаются и другими техническими особенностями, такими как металлический кант, насечка на скользящей поверхности и другое.
Современные беговые или прогулочные лыжи для человека представляют собой две длинные (150—220 сантиметров) деревянные или пластиковые планки с заострёнными и загнутыми носками. Лыжи крепятся к обуви с помощью креплений, в настоящее время для большинства креплений необходимы специальные лыжные ботинки. В перемещении на лыжах используют их способность скользить по снегу не погружаясь глубоко в снежную массу.
Лыжи также применяются на аэро и мотосанях, самолётах.

## История
Наскальные рисунки в России и Скандинавии свидетельствуют о том, что за тысячи лет до нашей эры лыжи уже использовались жившими там народами. Интересен рисунок, найденный на берегу Залавруга (пересохший приток реки Выг) в России. Созданный 2000—1500 лет до н. э., он изображает сцену охоты лыжников, где рядом со следами лыж идут круглые точки, которые, как предполагают, являются следами лыжных палок.
В Невельском районе Псковской области на берегу озера Сенница расположена деревня Дубокрай, известная древнейшими археологическими находками. На дне озера рядом с деревней в 1982 году А. М. Микляевым и другими ленинградскими археологами была найдена древнейшая лыжа, дата изготовления которой была оценена в 2620—2160 лет до н. э., сделана из вяза.
На юге Кольского полуострова использовали лыжи неравной длины, причём короткой лыжей отталкивались, используя для равновесия одну палку, в то время как древние жители Скандинавии передвигались на лыжах одинаковой длины. Основатель Норвегии легендарный Нор пришёл к фьордам по «хорошей лыжне».
Лыжи были изобретены северными народами в процессе миграции в области с холодным климатом и долгой зимой. Для выживания людям было необходимо передвигаться по снегу, порой очень глубокому (более метра). Скорее всего, сначала были изобретены снегоступы — приспособления, увеличивающие площадь опоры ног и тем самым предотвращающие проваливание под снег. Известны народы севера, на момент открытия их исследователями пользовавшиеся снегоступами, но не знавшие о лыжах. В процессе развития этого изобретения и появились лыжи. Появившиеся, судя по археологическим находкам, на Алтае и в районе озера Байкал лыжи-снегоступы были широко распространены до XVI века нашей эры. Но к этому времени уже использовались и лыжи скользящие. Епископ Олаф Великий в своей изданной в 1555 году в Риме книге «История северных народов» так описывал приёмы зимней охоты лопарей: «Те из них, кто на лыжах ступает, служат загонщиками, те, кто скользит, бьют дубинами оленей, волков и даже медведей, потому что свободно их догоняют. Звери не могут быстро бежать по глубокому, проваливающемуся снегу и после утомительной и долгой погони делаются жертвой легко бегущего на лыжах человека».
Второй возможный вариант возникновения лыж — их происхождение от саней. Лыжи похожи на облегчённые санные полозья.
Первоначально лыжи использовались по прямому назначению — для передвижения по глубокому снегу в лесу во время охоты, военных действий в зимних условиях и т. п.. Это и определяло их тогдашние пропорции — они были короткие (150 см в среднем) и широкие (15-20 см), удобные скорее для переступания, чем для скольжения. Такие лыжи сейчас можно увидеть в восточных районах РФ, где ими пользуются рыбаки и охотники. Иногда лыжи подбивались камусом (шкурой с ноги оленя), чтобы облегчить передвижение вверх по склону.
В конце XIX — начале XX века появился лыжный спорт — вид досуга, заключающийся в перемещении на лыжах на скорость или ради удовольствия. Появились лыжи с другими пропорциями, более подходящими для скоростного бега — 170—220 см длиной и 5-8 см шириной. Такие же лыжи стали применяться в армии. Примерно в это же время появились и лыжные палки, существенно облегчающие и ускоряющие передвижение на лыжах.
Постепенно лыжи полностью превратились в спортивный инвентарь и приняли знакомый вид.

## Материалы и технологии
Изначально лыжи были деревянные, изготавливались из цельных досок и не блистали внешним видом. С началом развития лыжного спорта и технической революции на рубеже XIX—XX веков лыжи видоизменились. Помимо изменения пропорций, они стали изготавливаться из нескольких частей, для их изготовления стали применяться станки, появились лыжные фабрики. Это положение вещей сохранялось до появления пластических материалов, или пластика.
Некоторые пластические материалы обладают свойствами, полезными для лыж — не намокают, к ним не прилипает снег, лучше скольжение. Так появились сначала лыжи с пластиковым покрытием, потом целиком пластиковые лыжи.
В настоящее время внутренне устройство лыж может быть весьма сложным — индустрия спорта и производства спортинвентаря вкладывает большие деньги в научные исследования. В современных лыжах применяются различные виды пластика, древесины, композитных материалов, сплавов.
Для ухода за скользящей поверхностью лыж применяются лыжные мази.

## Процесс скольжения и смазка
На скольжение лыжи влияют её упругость, профиль, текстура рисунка, температура и влажность снега, форма ледяных кристаллов, свойства снежной поверхности. Коэффициент трения скольжения запрессованного на основу лыжи полиэтилена по снегу находится в диапазоне 0,02-0,05. На скользящей поверхности формируется текстурный рисунок, чья шероховатость рассчитана производителем на определённые погодные условия. В морозную погоду шлифовка на лыже самая тонкая, на мокрой лыжне — самая грубая. Задача состоит в получении тонкой, порядка 10 мкм, водяной плёнки между поверхностью лыжи и снегом, что в нормальных условиях является решающим фактором. Шлифовкой поверхности можно изменять зону контакта между снегом и лыжей в пределах 5—15 %, что, в свою очередь, влияет на толщину водяной плёнки.
Хотя пластик, применяемый для лыж, уже сам по себе несравнимо лучше скользит по снегу, чем дерево, с помощью смазки это свойство можно ещё значительно улучшить. В поверхность одной лыжи, по свидетельству изготовителя (CPS Austria Group), впитывается (растворяется в аморфной структуре UHMW-PE и наполнителе) около грамма скользящей смазки при +110 °С. Существуют десятки мазей от разных изготовителей. У полиэтилена поверхностное натяжение имеет коэффициент примерно 0,032 Н·м, у обычных парафиновых мазей 0,029 Н·м, у мазей с фтористыми добавками даже 0,017 Н·м, — эти добавки улучшают скольжение на мокрой лыжне, отталкивая воду, или уменьшая так называемое капиллярное всасывание при очень толстом водяном слое. Наилучшее скольжение лыжи — при нескольких градусах мороза (0…−4 °С). Скольжение в этих условиях — больше гидродинамика, чем трение. Текстурный рисунок имеет аналоги в живой природе — акула мако способна взъерошивать чешую, перед нападением, создавая турбулентность на поверхности своего тела. Правда, этот эффект заметен при достаточно большой скорости лыжника, более 20 км/ч, и даёт прибавку в 1-2 км/ч. При дальнейшем охлаждении скольжение равномерно уменьшается — сокращается обеспечивающий скольжение водяной слой. Наконец, при снижении температуры ниже −15 °С эта плёнка вовсе не появляется, и при дальнейшем охлаждении трение между двух твёрдых поверхностей более резко, но равномерно растёт, — вследствие роста твёрдости снежных кристаллов. Выбор скользящей мази становится несколько проще — она должна быть твёрже снега.
Нанесение смазки — процесс, в котором любителям в повседневной жизни не стоит слепо следовать рекомендации на упаковке. Например, нанесение мази утюгом и циклевание оправдано, если смазка достаточно тугоплавкая и не поддаётся растиранию растиркой. Совет натирать щётками до «открытия рисунка текстуры» — больше маркетинговый ход производителя, призванный увеличить продажи, — при этом удаляется до 99 % мази; остающейся на лыже хватит на 5—15 км. Хотя результат заметен сразу, но только на очень больших скоростях, что важно скорее для профессионалов, и эффект этот полностью отсутствует на сильном морозе. К тому же профессионалы выбирают рисунок текстуры и тип пластика (десятки вариантов) под конкретную погоду (и то иногда ошибаются). Без натирания щётками ту же работу сделает снег через пару километров.
Простой способ оценить качество скольжения — съехать, не отталкиваясь, по лыжне с известного холма. Расстояние, до которого проедут лыжи, — объективный показатель пригодности смазки и метода её нанесения к конкретной погоде.

## Горные лыжи
Горные лыжи — особая разновидность лыж, используемая для спуска с горных склонов и в горнолыжном спорте.
Сначала для спортивного спуска с гор использовались обычные лыжи с полужёсткими креплениями. Прекрасный пример этого можно увидеть в фильме «Серенада солнечной долины». Постепенно лыжи модифицировались. Одной из первых модификаций стала окантовка — снизу по краям к лыже прикрепляли заподлицо узкие (4-5 мм) металлические полосы. Это, во-первых, препятствовало стачиванию дерева лыж об фирн (жёсткий твёрдый снег, который часто образуется в горах, иногда с вкраплениями мелких ледовых кристаллов), а во-вторых, позволяло уверенней управлять лыжами.
В дальнейшем, с развитием горнолыжного спорта, горные лыжи обрели собственный вариант креплений, с жёстко фиксированной пяткой, и специальные ботинки.
Следующие большие изменения в конструкции произошли после появления пластика. С помощью покрытых снизу пластиком лыж достигалась гораздо большая скорость, чем с помощью простых деревянных, что повлекло за собой упрочнение конструкции лыж, креплений и ботинок.
Горные лыжи в настоящее время — высокотехнологичный продукт, в котором используются современные научные и технические достижения.

## Беговые лыжи
Беговые лыжи делятся на два больших класса: пластиковые и деревянные. Пластиковые лыжи, в свою очередь, делятся тоже на два больших подкласса: лыжи с насечкой и лыжи с гладкой колодкой (то есть гладкой средней частью лыжи). Лыжи с гладкой колодкой, в свою очередь, делятся ещё на два подкласса — предназначенные для классического стиля передвижения (когда лыжи двигаются параллельно одна другой в лыжне) и конькового стиля, когда лыжник двигается по широкой снежной дороге и его движения похожи на движения конькобежца.

### Пластиковые лыжи с насечкой
Представляют собой лыжи с зазубринами (зацепами, засечками) в средней части лыжи в области лыжного ботинка. Являются очень хорошим инструментом фитнеса, но профессиональными спортсменами-лыжниками практически не применяются. Тем не менее, такие лыжи чрезвычайно популярны в развитых странах Европы и Америки. Приблизительно половина всех лыж, продающихся в западных странах, — это лыжи с насечкой.

#### Достоинства
Лыжи с насечкой практически не требуют мази держания, в связи с чем очень удобны для неопытных лыжников, встающих на лыжи лишь эпизодически, и не владеющих техникой нанесения лыжных мазей. Тем не менее — в сложных условиях скольжения (плюсовая температура, обледеневшая лыжня, и т. п.) насечки с отдачей не справляются, и мазь держания становится необходимой даже на этих лыжах.

#### Недостатки
Насечки ухудшают скольжение не только назад, но и, хотя и в меньшей степени — вперёд. Поэтому, при прочих равных условиях, лыжник на лыжах с насечками будет двигаться медленнее, чем на гладких лыжах. Именно поэтому лыжи с насечками не применяются в лыжном спорте.

### Гладкие лыжи

#### Для классического стиля передвижения
Такие лыжи имеют в средней части лыжи (то есть под колодкой) гладкую поверхность, и для того, чтобы на таких лыжах можно было передвигаться, их смазывают в средней части лыжной мазью, которая при толчке не даёт лыжам проскальзывать назад. Существует огромное количество способов и вариантов смазки лыж в зависимости от погоды и амбиций лыжника, однако существует и несколько простейших способов смазки, ориентированных на начинающих лыжников. Как правило, начинающему лыжнику вполне достаточно иметь простейший набор из трёх банок лыжной мази, пластикового скребка и пробки-растирки.

#### Для конькового стиля передвижения
Коньковый стиль передвижения требует чуть более высокого уровня физической подготовки по сравнению с классическим стилем. Не случайно большинство гуляющих на лыжах по лесу людей используют именно классический стиль передвижения — он проще, демократичнее, менее требователен к качеству подготовки и ширине лыжной трассы. При этом коньковые лыжи короче классических обычно на 15—20 см.
Также на этих лыжах, с нижней части, по краям лыжи делается кант 1—2 мм для более устойчивого хода лыжи, чтобы она не проскальзывала в сторону. Для этой же цели некоторые производители, например, Rossignol, стали делать по две бороздки на каждой лыже, вместо одной центральной. Бороздки расположены симметрично и позволяют свободно менять левую лыжу с правой.

## Лыжные крепления
Лыжи могут крепиться к ботинкам с помощью различных приспособлений разной степени сложности, которые называются креплениями. Всё многообразие креплений можно разделить на несколько видов:
1. простые
2. мягкие
3. полужёсткие
4. жёсткие
5. горные

Простые крепления — первые появившиеся, их можно встретить на охотничьих лыжах. Представляют собой простую кожаную или матерчатую петлю, в которую легко вставить ногу в валенке.
Мягкие крепления — развитие простых. К петле добавился ещё один ремень, охватывающий ногу сзади, над пяткой, и не дающий лыже соскользнуть с ноги. В настоящее время такие крепления часто ставят на детские лыжи.
Полужёсткие крепления — кожаная петля заменена на металлические щёчки, в которые упирается ботинок, сверху удерживаемый стропой. Вместо ремня используется трос — металлическая пружина. Трос натягивается с помощью небольшого рычажка, который крепится перед щёчками.
Все три перечисленных вида креплений не требуют специальной обуви, надёжны и просты в эксплуатации. Полужёсткие крепления долгое время состояли на вооружении в армиях различных стран. Также полужёсткие крепления использовались в горнолыжном и прыжковом спорте на ранних этапах, до появления современных горнолыжных креплений и ботинок.
Жёсткие крепления — при их использовании ботинок «намертво» соединён носком с лыжами, что позволяет лучше их контролировать. Именно жёсткие крепления сейчас повсеместно используются. В настоящее время выпускается три системы креплений — Nordic 75 (широко использовавшаяся в СССР), SNS, NNN и её новая версия NIS.
Горнолыжные крепления — эти специфичные крепления полностью фиксируют ботинок относительно лыжи, что необходимо для управления на больших скоростях, развиваемых спортсменами при спуске с гор. Характерная особенность этих креплений — способность освободить ботинок при критических нагрузках, чтобы предохранить человека от тяжёлых травм, переломов.
Помимо этих основных разновидностей, существуют редко встречающиеся варианты:
1. Горнолыжные крепления телемарк — похожие на горнолыжные крепления, обладают специфичными свойствами, необходимыми для спуска в стиле телемарк.
2. Крепления skitour — промежуточный вариант между жёсткими и горнолыжными креплениями, позволяют комфортно передвигаться по равнине, при этом ботинок прикреплён к лыже только носком, а также предоставляют возможность зафиксировать пятку для горнолыжного спуска. Обладают способностью освобождать ботинок при критических нагрузках, как и горнолыжные.
3. Прыжковые крепления — модификация креплений для прыжкового спорта. Крепление для прыжковых лыж состоит из двух разъемных скоб, на которых с внутренней стороны расположены подвижные рантодержатели, металлического троса с пружиной и замка, при помощи которого регулируется натяжение пружины и закрепление ботинка. В боковую часть лыж привертываются направляющие ушки ближе к задней части скобы, в которые вставляются тросы. Кроме указанного крепления различные фирмы выпускают большое количество креплений для лыж разной конструкции, но принципиального различия они не имеют. Крепления для горных лыж должны не только крепить неподвижно и жестко ботинок к лыже, но и предохранять лыжника от травм при падении на большой скорости. В настоящее время широко распространены тросовые крепления с самосбрасывающим носковым упором и длинноременные крепления с поворачивающимся пяточным упором и автоматическим механизмом раскрытия.[8]

## Музей лыж
В столице княжества Лихтенштейн городе Вадуц находится Музей лыж.